# Votuporanga
Votuporanga ist eine Stadt im brasilianischen Bundesstaat São Paulo. Im 2022 lebten in Votuporanga nach offizieller Schätzung 96.634 Menschen auf 424 km².

## Geographie

### Distrikte
Die Gemeinde ist in Distrikte unterteilt:
- Votuporanga - Hauptdistrikt
- Simonsen

## Geschichte
Die Gemeinde wurde 1944 durch Landesgesetz gegründet.

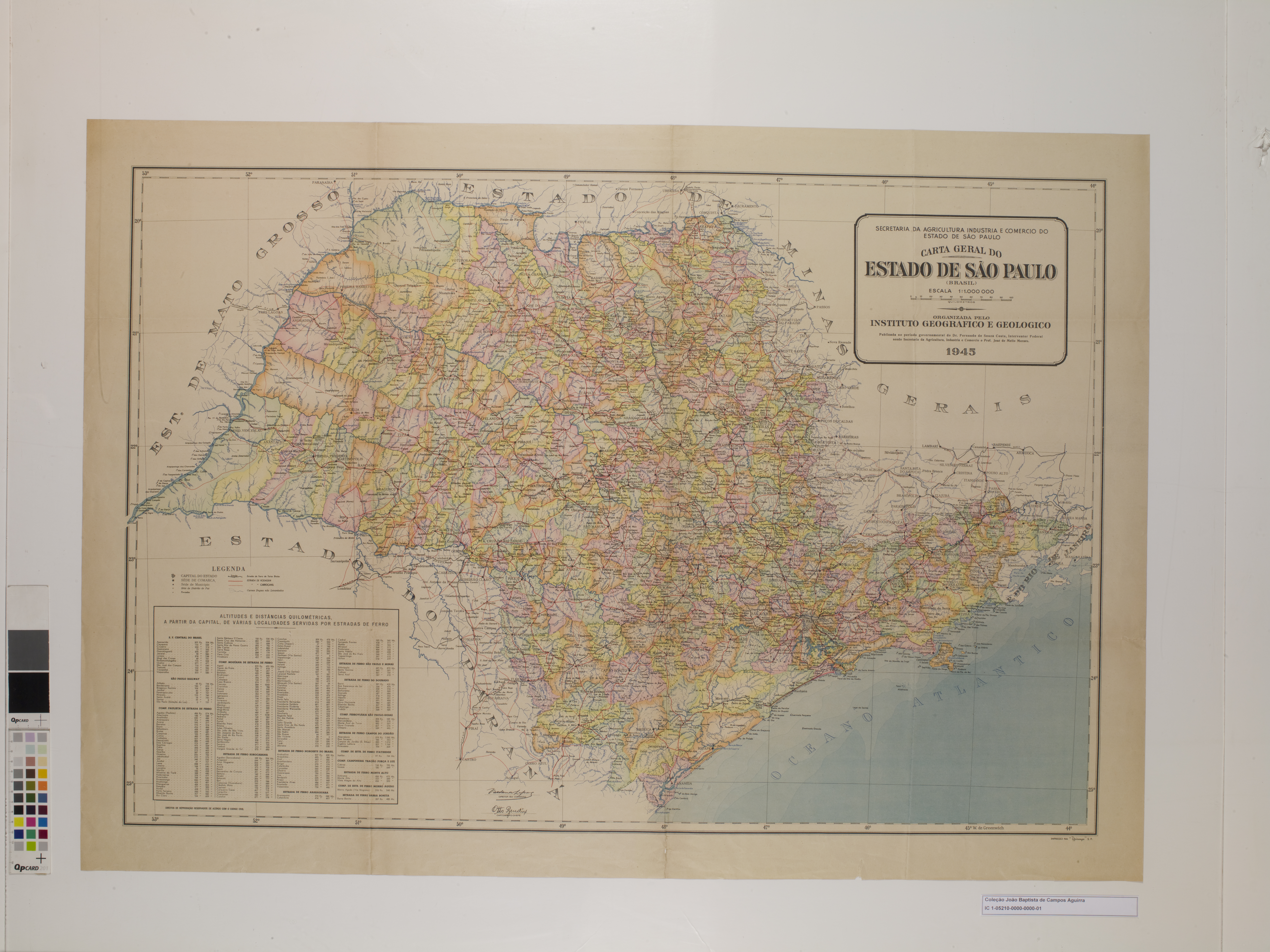
Karte des Bundesstaates São Paulo (1944).

## Bevölkerung
| Bevölkerungsentwicklung | Bevölkerungsentwicklung |
| Jahr                    | Bevölkerung             |
| ----------------------- | ----------------------- |
| 1950                    | 22.433                  |
| 1960                    | 32.945                  |
| 1970                    | 39.443                  |
| 1980                    | 52.279                  |
| 1991                    | 66.166                  |
| 2000                    | 75.641                  |
| 2010                    | 84.692                  |
| 2022                    | 96.634                  |
| [ 4 ] [ 5 ] [ 6 ]       |                         |

## Religion
Das Christentum ist in der Stadt wie folgt vertreten:

### Römisch-katholische Kirche
Die katholische Kirche in der Gemeinde ist Teil der bistum Votuporanga.

### Protestantische Kirche
In der Stadt gibt es die unterschiedlichsten evangelischen Glaubensrichtungen, hauptsächlich Pfingstler, darunter die brasilianischen Assemblies of God, die Christliche Kongregationalistische Kirche in Brasilien, und andere.

## Persönlichkeiten
- Adalto Batista da Silva (* 1978), Fußballspieler